# Caritas in veritate
Pour les articles homonymes, voir Caritas (homonymie).
Caritas in veritate (en français : La charité dans la vérité) est le titre de la troisième encyclique du pape Benoît XVI. Venant après les deux premières encycliques Deus caritas est et Spe salvi, Caritas in veritate est la première encyclique sociale du pape. La dernière encyclique sociale remonte à 1991 avec Centesimus annus de Jean-Paul II.
Initialement annoncée pour le 1er mai 2008, le jour de la fête de saint Joseph, saint patron des travailleurs, sa publication a été plusieurs fois reportée. Finalement signée le 29 juin 2009, jour de la fête des saints apôtres Pierre et Paul, elle a été publiée le 7 juillet.
Ce report est lié à la crise financière, qui semble avoir poussé le pape « à agir ainsi et, peut-être, à retravailler et à infléchir le texte lui-même. Cette encyclique, la première depuis 18 ans dans ce domaine, intervient en effet à un moment clé de l'évolution sociale mondiale ».
Parmi les grands changements intervenus au niveau mondial depuis Centesimus annus et qui justifiaient un nouveau document majeur du Magistère sur sa pensée sociale :
- la mondialisation ;
- l'environnement, l'écologie, le développement durable ;
- la crise financière, économique et sociale.

Benoît XVI avait assuré lors de l'angélus, lundi 29 juin 2009, que ce document serait « une nouvelle contribution de l'Église destinée à l'humanité dans ses efforts pour un développement durable dans le plein respect de la dignité humaine et des exigences réelles de tous ».
Selon les propos du cardinal Tarcisio Bertone, « le pape ne veut pas répéter des lieux communs de la doctrine sociale de l'Église, mais veut apporter quelques éléments originaux, conformément aux défis de l'époque » .

## Résumé

### Introduction
L’amour, aussi appelé charité (caritas) est une force qui pousse les hommes à poser des actes pour la justice et la paix. C’est une force qui trouve son origine en Dieu. L’amour est au cœur de nos relations avec Dieu, avec le prochain (micro-relations), et également entre les hommes constitués en corps sociaux (macro-relations). La charité doit s’accompagner de la vérité, au risque de tomber dans le sentimentalisme et devenir la proie des émotions et de l’opinion contingente des personnes. C’est le risque majeur dans notre monde moderne. « Sans vérité, sans confiance et sans amour du vrai ; il n'y a pas de conscience ni de responsabilité sociale, et l'agir social devient la proie d'intérêts privés et de logiques de pouvoir, qui ont pour effets d'entrainer la désagrégation de la société » (N° 5)
La vérité est logos qui crée un dia-logos (une communication et une communion). La vérité doit s’accompagner de la charité. En aidant les hommes à aller au-delà de leurs opinions, la vérité leur permet de se rencontrer dans la reconnaissance de la substance et de la valeur des choses, et notamment de l’amour de Dieu.
La charité est un amour à la fois reçu (une grâce, sa source étant en Dieu) et donné (les hommes sont eux-mêmes instruments de la grâce en tissant des liens de charité). La Doctrine sociale de l'Église répond à cette dynamique, en proposant dans les sujets de société de vivre de la charité dans la vérité.
La charité n’existe jamais sans la justice (reconnaissance des droits légitimes des individus et des peuples) mais elle la dépasse également dans la logique du don. Aux côtés du bien individuel exprimé par la justice, se trouve le bien commun, celui des institutions qui structurent la société (familles, corps intermédiaires, etc) et qui permettent aux personnes d’arriver plus efficacement à leur bien.
Reprenant l’enseignement de Paul VI en 1967 dans Populorum progressio, qui posait l’annonce du Christ comme principal facteur de développement, Benoît XVI précise que seule la charité éclairée par la lumière de la raison et de la foi permettra un développement plus humain pour notre monde.

### Chapitre 1: le message dePopulorum progressio
Benoît XVI replace Populorum progressio dans le contexte de l’après Concile Vatican II, mais rappelle que la Doctrine sociale de l'Église tire son origine de la tradition de la foi des Apôtres dans la continuité de la Tradition de l’Église, dont le Concile Vatican II est l'un des éléments.
L’Église promeut le développement intégral de l’homme, par sa doctrine et par ses actes (assistance, éducation, etc). Elle dispose d’une position privilégiée car le développement ne peut se passer de Dieu, au risque d’être déshumanisé (il s’agit en effet pour nous de ne pas voir dans l’autre que l’autre, mais l’image de Dieu).
La charité chrétienne est une force principale au service du développement. Ainsi, Paul VI avait pris position dans d’importantes questions morales de son époque. Dans la lettre apostolique Octogesima adveniens, il avait mis en garde contre les idéologies qui nient l’intérêt du développement (au mépris des capacités humaines, car le développement et progrès font partie du dessein de Dieu sur l’homme) et celles qui, à l’opposé, font du progrès un absolu. Deux autres textes de Paul VI marquent également le lien impératif entre morale et éthique sociale : l’encyclique Humanae vitae (qui dessine la signification pleinement humaine de la sexualité, et dont Evangelium vitae qui la prolonge précisera qu’une société ne peut tolérer la violation de la vie humaine) et l’exhortation Evangelii nuntiandi (qui lie Doctrine sociale de l'Église et foi, car le témoignage de la charité à travers les œuvres du Christ fait partie de l’évangélisation).
Paul VI rappelle également que le développement suppose la liberté responsable, les situations de sous-développement dépendant essentiellement de la responsabilité humaine, avec notamment en cause un déficit de réflexion (sur les moyens à mettre en œuvre pour sortir du sous-développement), et un désintérêt des devoirs de solidarité. En effet, la société toujours plus globalisée nous rapproche mais elle ne nous rend pas frères, ce que seul peut faire le constat d’être des fils du même Père.
Pour être authentique, le développement doit être intégral, c'est-à-dire promouvoir tout homme et tout l’homme. La vérité du développement réside dans son intégralité, y compris dans son aspect spirituel (l’homme ne peut pas faire moins que s’ouvrir à l’appel divin).

### Chapitre 2: le développement humain aujourd’hui
Par le terme développement, Paul VI désignait l’objectif de faire sortir les peuples de la misère. Ce développement économique a bien eu lieu, pour les milliards de personnes, mais il a été et continue d’être affecté par des déséquilibres profonds, mis encore davantage en relief par l’actuelle situation de crise. Les déséquilibres actuels sont la conséquence de problèmes différents de ceux auxquels avait été confronté Paul VI : une activité financière mal maîtrisée, des flux migratoires gérés de façon inappropriée, l’exploitation anarchique des ressources de la terre. La crise doit d’une part être une occasion de discernement sur les pratiques actuelles, et d’autre part permettre de redécouvrir les valeurs de fond.
La ligne de démarcation entre pays riches et pays pauvres n’est plus aussi nette qu’au temps de Populorum progressio, les zones pauvres souffrant elles aussi de fortes inégalités (entre les classes gouvernantes et le peuple), les droits des travailleurs étant violés aussi bien par les multinationales que par des groupes locaux, le détournement des aides internationales étant causé par des irresponsabilités d’un côté comme de l’autre de la chaîne. Enfin, il faut noter que certaines normes sociales de comportement ralentissent le processus de développement des pays pauvres.
Paul VI, dans Populorum progressio, assignait à juste titre un rôle central aux pouvoirs publics. Mais face à la globalisation des problématiques et au défi lancé par la crise actuelle, les États doivent redéfinir leur rôle. Benoît XVI exhorte également les citoyens à porter une attention et une participation plus larges à la res publica.
D’un point de vue social, les difficultés que connaissent les systèmes de protection sociale, dans un environnement économique profondément modifié (délocalisations dans des pays à faible coût de main-d’œuvre), remettent en cause leur capacité à poursuivre leur objectif de justice sociale. L’invitation faite par la doctrine sociale de l'Église de créer des associations de travailleurs reste de pleine actualité, dans un contexte d’affaiblissement des organisations syndicales. La mobilité du travail, liée à la déréglementation généralisée est bonne dans son essence, mais doit être encadrée afin de limiter ses conséquences négatives (instabilité rendant difficile la vie extra-professionnelle, chômage, dépendance excessive envers l’assistance publique).
Sur un plan culturel, il est regrettable que la mondialisation ait pour conséquence un relativisme culturel (cultures substantiellement équivalentes et interchangeables entre elles) qui rend difficile tout dialogue authentique et induit une uniformisation des comportements et des styles de vie.
Éliminer la faim dans le monde est un enjeu majeur, afin de répondre à cette exigence primordiale de justice mais également de sauvegarder la paix et la stabilité. La faim est souvent essentiellement la conséquence des carences sociales (instabilité politique, désorganisation des institutions économiques), plutôt que d’une carence de ressources matérielles. Un soutien économique aux pays pauvres est également nécessaire (investissements, introduction de techniques de culture nouvelles pour peu qu’elles soient reconnues comme convenables).
Le respect de la vie est un thème majeur du développement, car on remarque que de nombreux pays subissent des pratiques de contrôle démographique, qui diffusent la contraception et vont jusqu’à imposer l’avortement. Les pays économiquement développés cherchent à transmettre aux pays pauvres leur mentalité antinataliste. « Quand une société s'oriente vers le refus et la suppression de la vie elle finit par ne plus trouver les motivations et les énergies nécessaires pour œuvrer au service du vrai bien de l'homme. Si la sensibilité personnelle et sociale à l'accueil d'une nouvelle vie se perd, alors d'autres formes d'accueil utiles à la vie sociale se dessèchent » (N° 28)
Dieu est le garant du véritable développement de l’homme. La négation du droit à la liberté religieuse porte par conséquent atteinte au développement, mais également le terrorisme de nature fondamentaliste et la promotion de l’indifférence religieuse ou de l’athéisme (les pays riches exportent vers les pays pauvres un sous-développement moral).
Le développement nécessite d’être orienté. Les problèmes sont complexes et exigent une interdisciplinarité ordonnée, relevée avec le sel de la charité, et un lien entre sciences humaines et métaphysique. À titre d’exemple, il est indispensable que les choix économiques ne fassent pas augmenter de façon excessive et moralement inacceptable les écarts de richesse. Si la mondialisation a permis à des régions entières de sortir du sous-développement, et représente en soi une grande opportunité, seule la charité dans la vérité permettra de se prémunir du risque de création de nouvelles fractures au sein de la famille humaine.

### Chapitre 3: fraternité, développement économique et société civile
Les effets pernicieux du péché originel s’étendent au domaine de l’économie. La conviction d’être autosuffisant a poussé l’homme à faire coïncider le bonheur avec des formes immanentes de bien-être matériel, cette autonomie ne tolérant pas d’influences de caractère moral. Les systèmes nés de ces convictions ont foulé aux pieds la liberté de la personne, et n’ont pas apporté le bonheur qu’ils promettaient. C’est au contraire de l’espérance chrétienne que doivent se nourrir nos systèmes économiques, celle-ci encourageant la raison, orientant la volonté, et nourrissant la charité dans la vérité. Parce qu’elle est un don que tous reçoivent, la charité dans la vérité est une force qui constitue la communauté et lui permet d'être pleinement fraternelle.
Le marché est l’institution économique qui permet aux personnes de se rencontrer en tant qu’agents économiques. Pour qu’il puisse remplir sa fonction, il faut qu’il soit fondé sur une confiance réciproque et générale, soumis aux principes de la justice et offrant des formes internes de solidarités. Il est faux de penser que l’économie de marché ait besoin d’un quota de pauvreté : les pays riches bénéficient du développement des pays pauvres. La logique marchande doit viser la recherche du bien commun, c’est pourquoi il ne faut pas séparer agir économique (produire de la richesse) et agir politique (recherche de la justice au moyen de la redistribution).
Le marché n’est donc pas de lui-même le lieu de la domination du fort sur le faible. Mais l’économie et la finance, en tant qu’instruments, peuvent être mal utilisés quand celui qui les gère n’a comme point de référence que des intérêts égoïstes. Ce n’est pas l’instrument qui doit être mis en cause mais l’homme, sa conscience morale et sa responsabilité personnelle et sociale (N° 36). La sphère économique n’est par nature ni inhumaine ni antisociale. Des relations d’amitié et de sociabilité peuvent être vécues au sein de l’activité économique.
Par ailleurs, le principe de gratuité et la logique du don, comme expression de fraternité, doivent trouver leur place au sein de l’activité économique normale. Il n’est plus possible dans une économie mondialisée de confier en premier lieu à l’économie la tâche de produire des richesses, remettant ensuite à la politique la tâche de les distribuer. Jean-Paul II, dans Centesimus annus, avait révélé la nécessité d’un système impliquant trois acteurs, le marché, l’État et la société civile, et avait désigné la société civile comme le cadre le plus approprié pour une économie de la gratuité. À l’époque de la mondialisation, le marché ne peut plus faire abstraction de la gratuité, qui répand et alimente la solidarité (se sentir responsables de tous). La charité dans la vérité signifie alors qu’il faut donner forme et organisation à des entités économiques qui, sans nier le profit, entendent aller au-delà de la logique de l’échange et du profit comme but en soi. Il s’agit ainsi d’un agir gratuit, de nature différente du donner pour avoir (logique de l’échange) et du donner par devoir (propre à l’action publique, réglée par les lois de l’État).
La taille des entreprises, de la même manière que des phénomènes comme les délocalisations, atténuent chez l’entrepreneur le sens des responsabilités vis-à-vis des porteurs d’intérêt (travailleurs, fournisseurs, consommateurs, environnement naturel). Toutefois, aux côtés de managers cosmopolites formatés, on trouve de nombreux managers qui se rendent compte des liens entre leur entreprise et son territoire. Enfin, de la même manière que Jean-Paul II observait qu’investir revêt une signification morale, il est nécessaire de rappeler que l’investissement ne doit pas se limiter à la recherche du profit, mais également rechercher le service précis de l’entreprise à l’économie réelle et la promotion d’initiatives en faveur des pays pauvres. Malgré tout, il ne faut pas nier que le phénomène de délocalisations peut être bénéfique sous certains aspects aux populations des pays pauvres.
Aux côtés de l’aide internationale, le rôle des États ne doit pas être minoré. La construction ou la reconstruction de l’État est un élément clef du développement de nombreuses nations. Il n’est pas non plus nécessaire que l’État ait partout les mêmes caractéristiques.
La mondialisation est à la fois un processus socio-économique et la réalité d’une humanité qui devient de plus en plus interconnectée. La mondialisation n’est dans son essence ni bonne ni mauvaise : elle est ce que les hommes en feront. En effet, les processus de mondialisation offrent la possibilité d’une grande redistribution de la richesse au niveau planétaire, mais s’ils sont mal gérés ils peuvent au contraire faire croître la pauvreté et les inégalités et contaminer le monde entier par une crise. Paul VI, dans Populorum progressio, rappelait que l’on ne peut accepter que les pays pauvres soient volontairement maintenus dans un stade préétabli de développement, soumis à la philanthropie des peuples développés. L’accès des pays pauvres au développement ne doit pas non plus être freiné par des projets égoïstes ou protectionnistes de la part des pays développés.

### Chapitre 4: développement des peuples, droits et devoirs, environnement
Nous sommes aujourd’hui témoins d’une grave contradiction : tandis que d’un côté sont revendiqués de prétendus droits, de nature subjective et voluptuaire, d’un autre côté les droits élémentaires d’une grande partie de l’humanité sont ignorés ou violés. Cette relation est due au fait que les droits individuels, détachés des devoirs, alimentent une spirale de requêtes privée de repères. Les devoirs délimitent les droits parce qu’ils renvoient à la réalité d’un cadre anthropologique et éthique dans lequel les droits s’insèrent. Par ailleurs, avoir en commun des devoirs réciproques (notamment celui de la solidarité universelle) mobilise beaucoup plus que la seule revendication de droits. La solidarité universelle est l'un de ces devoirs.
L’augmentation de la population n’est pas la cause première du sous-développement. La baisse de la natalité est même un fait préoccupant dans de nombreux pays. Dans sa vision de la procréation responsable, l’Église affirme qu’on ne peut réduire la sexualité à un pur fait hédoniste et ludique, et qu’on ne peut limiter l’éducation sexuelle à une instruction technique (contraception, utilisation du préservatif contre le sida). Différentes formes de violences (planification forcée des naissances) accompagnent souvent les conceptions matérialistes de la sexualité. De manière générale, l’ouverture à la vie est une richesse sociale et économique (dynamisme, sauvegarde des systèmes d’assistance sociale mis en difficulté par le vieillissement de la population, enrichissement des relations sociales et des solidarités traditionnelles au sein de familles unies et nombreuses). Les États sont appelés à soutenir fermement la famille et l’institution du mariage :
« Dans cette perspective, les États sont appelés à mettre en œuvre des politiques qui promeuvent le caractère central et l’intégrité de la famille, fondée sur le mariage entre un homme et une femme, cellule première et vitale de la société, prenant en compte ses problèmes économiques et fiscaux, dans le respect de sa nature relationnelle » (N° 44).
On parle beaucoup aujourd’hui d’éthique dans le domaine économique (formations en business ethics, microcrédit) : ces processus méritent un large soutien. Toutefois, il est essentiel d’œuvrer non seulement pour que naissent des secteurs et lignes éthiques dans l’économie et la finance, mais pour que toute l’économie et la finance soient éthiques. La distinction faite jusqu’ici entre entreprises à but lucratif (profit) et organisations à but non lucratif (non profit) n'est plus en mesure d’orienter efficacement l’avenir. Doivent se développer les initiatives d’entreprises traditionnelles qui par exemple souscrivent un pacte d’aide aux pays sous-développés, ou qui sont à l’origine de fondations, en un mot qui n’excluent pas le profit mais le considèrent comme un instrument pour réaliser des objectifs humains et sociaux.
Paul VI soulignait déjà la nécessité que les peuples pauvres soient ouvriers de leur propre développement, tout en précisant qu’ils ne le réaliseront pas dans l’isolement. Ils doivent également être associés à la préparation des programmes de développement. Les organismes internationaux doivent s’interroger sur l’efficacité de leurs structures bureaucratiques et administratives, souvent trop coûteuses.
L’environnement a été donné par Dieu à tous, et son usage représente une responsabilité à l’égard de l’humanité tout entière (la famille humaine entière doit trouver les ressources nécessaires dans la nature pour vivre correctement) et des générations à venir. « Nous devons avoir conscience du grave devoir que nous avons de laisser la terre aux nouvelles générations dans un état tel qu'elles puissent elles aussi l'habiter décemment et continuer à la cultiver. » (N° 50) La foi donne ce sens à l’environnement, et permet de s’écarter de deux attitudes erronées qui consistent à la considérer comme une réalité intouchable, ou au contraire à en abuser. Il est en effet juste que l’homme puisse exercer une maîtrise responsable sur la nature, pour la cultiver et la mettre en valeur avec les technologies avancées.
La façon dont l’homme traite l’environnement influence la manière avec laquelle il se traite lui-même et réciproquement. C’est pourquoi la société actuelle doit revoir son style de vie trop porté à l’hédonisme et au consumérisme. Par ailleurs, en stimulant le développement économique et culturel des populations pauvres, on protège aussi la nature (ressources souvent dévastées par les guerres, désertification et baisse de production des régions agricoles pauvres). De manière plus générale, pour préserver la nature, il n’est pas suffisant d’intervenir au moyen d’incitations ou d’interdictions : le point déterminant est la tenue morale de la société, une écologie humaine (malheureusement mise à mal par le non-respect du droit à la vie et à la mort naturelle, le sacrifice d’embryons humains) devant être intimement liée à une écologie environnementale.
Il n'est pas possible de passer sous silence les problématiques énergétiques, aujourd’hui majeures. L’accaparement injuste des ressources naturelles par certains États, groupes de pouvoir ou entreprises, engendre de fréquents conflits entre nations ou à l’intérieur de celles-ci. Les sociétés technologiquement avancées doivent de leur côté diminuer leur propre consommation énergétique.

### Chapitre 5: la collaboration de la famille humaine
L’homme souffre de la solitude, vis-à-vis des autres et de Dieu (refus de l’amour de Dieu). Souvent même la pauvreté matérielle provient de l’isolement. Le développement des peuples nécessité que tous nous reconnaissions que nous formons une seule famille (impératif de solidarité). L’homme se réalise dans les relations interpersonnelles, avec les autres et avec Dieu. Dieu lui-même veut nous associer au modèle de communion qu’est la Sainte Trinité. L’unité du genre humain fait partie de la révélation chrétienne, et présuppose la reconnaissance d’une vérité qui unit les esprits. Au contraire, le monde d’aujourd’hui isole l’homme dans la recherche d’un bien-être individuel limité à son bien-être immédiat.
La véritable liberté religieuse n’implique pas que toutes les religions soient équivalentes. Un travail de discernement doit être effectué pour estimer la contribution des cultures et religions à l’édification de la communauté sociale, en particulier par ceux qui exercent le pouvoir politique. À titre d’exemple, certaines croyances magiques sont un frein au développement. La religion chrétienne ne peut apporter sa contribution au développement que si Dieu a sa place dans la sphère publique, ce qui est nié par le laïcisme de nos sociétés. « L'exclusion de la religion du domaine public, comme par ailleurs le fondamentalisme religieux empêchent la rencontre entre les personnes et leur collaboration en vue du progrès de l'humanité. La vie publique s'appauvrit et la politique devient opprimante et agressive. Les droits humains risquent de ne pas être respectés, soit parce qu'ils sont privés de leur fondement transcendant, soit parce que la liberté personnelle n'est pas reconnue. Dans le laïcisme et dans le fondamentalisme, la possibilité d'un dialogue fécond et d'une collaboration efficace entre la raison et la foi religieuse s'évanouit » (N° 56)
La raison politique a besoin d’être purifié par la foi, afin que tous les droits humains puissent être respectés parce qu’ils ne seront pas privés de leur fondement transcendant et parce que la liberté personnelle sera reconnue. La subsidiarité assure l’efficacité de l’autorité et le maintien de la liberté. Par ailleurs, la solidarité sans subsidiarité se transforme en assistanat, notamment dans le cadre des aides internationales au développement. Sans collaboration étroite avec les gouvernements des pays intéressés, les acteurs économiques locaux et les églises locales, les programmes d’aide internationale risquent de maintenir les peuples pauvres dans un état de dépendance et favoriser des situations de domination locale. Dans le domaine économique, les pays pauvres ont essentiellement besoin d’une aide qui permette à leurs produits de parvenir sur les marchés internationaux et à leur économie de réaliser des gains de productivité.
La coopération au développement doit être aussi une occasion de rencontre culturelle et humaine. Tout dialogue se nourrissant de l’altérité, les pays développés doivent prendre en compte leur propre identité culturelle, et les pays pauvres doivent rester fidèles à tout ce qui est authentiquement humain dans leurs traditions (risque d’uniformisation culturelle).
Les pays riches doivent augmenter la part de leur PIB destinée à l’aide au développement des pays pauvres. À cette fin, ils pourront trouver des ressources supplémentaires dans la refondation de leurs systèmes de protection sociale (introduction d’une plus grande subsidiarité, lutte contre le gaspillage et les indemnités abusives) et dans la mise en place d’une subsidiarité fiscale (les citoyens décident de la destination d’une partie de leurs impôts).
L’aide au développement n’est pas uniquement financière. Sur le plan de l’éducation, il faut prévoir un meilleur accès à l’éducation, pas seulement professionnelle mais également morale. De même, les pays pauvres doivent veiller à ce que leur rapport aux pays riches ne soit pas occasion d’exploitation et de déchéance morale (exemple du tourisme sexuel, avec l’aval ou le silence de gouvernements locaux). De même, pour poursuivre sur le thème du tourisme, celui-ci doit être repensé comme une rencontre véritable entre personnes, tout le contraire d’une évasion réalisée dans un esprit de consommation et de manière hédoniste.
Une concertation au sujet des migrations doit être engagée entre pays d’origine et pays d’accueil, devant un phénomène massif qui soulève des problématiques lourdes (sociales, économiques, politiques, culturelles, religieuses), afin de définir les devoirs des migrants (vis-à-vis des pays d’accueil) et des pays d’accueil (respects des droits fondamentaux de la personne).
La pauvreté résulte souvent d’une violation de la dignité du travail, soit parce que les possibilités de travail son limitées (chômage, sous-emploi), soit parce que les droits du travailleur sont bafoués (juste salaire, sécurité du travailleur et de sa famille, trop peu de temps pour retrouver ses racines au niveau personnel, familial et spirituel). On observe que l’action des syndicats catégoriels se limite trop souvent à la défense d’intérêts particuliers, sans indépendance assez grande avec la sphère politique.
La finance doit être productrice de richesses et de développement, au service de l’économie réelle. En toutes circonstances, elle doit être éthique, mue par une intention droite. En particulier, elle ne doit pas faire un usage abusif d’instruments sophistiqués qui peuvent servir à tromper les épargnants (importance de la réglementation afin de protéger les plus faibles). De nouveaux instruments, comme ceux de microfinance, peuvent permettre de limiter les pratiques usuraires et de favoriser l’éclosion d’initiatives tout en faisant appel à la responsabilité des emprunteurs.
Acheter n’est pas seulement un acte économique, c’est également un acte moral. Des efforts exempts d’idéologie doivent être faits pour d’une part consommer de manière plus sobre et d’autre part favoriser de nouvelles formes de commercialisation des produits en provenance des régions pauvres (rétribution décente des producteurs, transferts de compétence professionnelle et technologique).
Enfin, devant les déséquilibres mondiaux actuels et la faillite des organismes de régulation économiques et politiques (ONU), il est urgent de mettre en place une Autorité politique mondiale, que Jean XXIII appelait déjà de ses vœux, destinée à concrétiser la responsabilité de protéger (dans les domaines économique et politique, plus particulièrement concernant l’assainissement des économies frappées par la crise, la sécurité alimentaire, la paix, la protection de l’environnement et la régulation des flux migratoires). Il est indispensable d’y associer les pays pauvres afin que le droit international ne devienne pas otage des puissants.

### Chapitre 6: le développement des peuples et la technique
Nous devons faire face à la prétention prométhéenne d’un développement basé sur les seules forces humaines (à titre d’exemple, les soi-disant prodiges de la technologie ou de la finance).
En tant que tel, le progrès technologique répond à la vocation même du travail humain. La technique n’est par ailleurs jamais uniquement technique : elle manifeste l’homme et son aspiration au développement. Mais lorsque ses seuls critères de discernement sont l’efficacité et l’utilité, sans la responsabilité morale, le développement est automatiquement nié.
À titre d’illustration, la biomédecine met l’homme devant le choix entre la raison close dans l’immanence technologique (la raison sans la foi) et la raison ouverte à la transcendance (la raison et la foi s’aidant réciproquement). Il est très inquiétant pour l’avenir de l’homme que la culture contemporaine croit être parvenue à dissiper tous les mystères de la vie (fécondation in vitro, recherche sur les embryons, clonage et hybridation humaine). Il est d’ailleurs logique que cette culture fasse preuve d’indifférence devant des situations humaines difficiles (notamment la situation des pays pauvres), ayant perdu le sens de l’humain (atteintes contre l’être humain dans l’avortement ou l’euthanasie).
L’aliénation sociale et psychologique de nos sociétés (drogue, désespoir) s’explique notamment par des causes d’ordre spirituel (le vide auquel l’âme se sent livrée, sans Dieu, produit une souffrance). Le développement doit impérativement intégrer une croissance spirituelle, et pas seulement matérielle. Le développement de l’homme et des peuples demande des yeux et un cœur nouveaux, capables de dépasser la vision matérialiste des événements humains et d’entrevoir dans le développement un au-delà que la technique ne peut offrir.

### Conclusion
Face aux énormes problèmes du développement des peuples qui nous pousseraient presque au découragement, notre Seigneur nous exhorte : Sans moi, vous ne pouvez rien faire. Dieu donne la force de lutter et de souffrir par amour du bien commun. La plus grande force au service du développement, c’est donc un humanisme chrétien, qui ravive la charité et se laisse guider par la vérité, en accueillant l’une et l’autre comme des dons permanents de Dieu. Inversement, un humanisme sans Dieu (qu’il soit athéisme idéologique ou indifférence) est un humanisme inhumain, courant le risque d’oublier les valeurs humaines.
Le développement a besoin de chrétiens qui ont les mains tendues vers Dieu dans un geste de prière, conscients du fait que l’amour riche de vérité (caritas in veritate) d’où procède l’authentique développement, n’est pas produit par nous, mais nous est donné.
Le chrétien désire ardemment que toute la famille humaine puisse appeler Dieu notre Père, et Lui demander, avec les mots que Jésus lui-même a enseignés, de savoir Le sanctifier en vivant selon sa volonté, et ensuite d’avoir le pain quotidien nécessaire, d’être compréhensifs et généreux à l’égard de leurs débiteurs, de ne pas être mis à l’épreuve à l’excès et d’être délivrés du mal (Mt 6, 9-13).